# Coloptychon rhombifer
Coloptychon rhombifer är en kopparödla som beskrevs av Wilhelm Peters 1876. Den placeras som ensam art släktet Coloptychon, men ibland i det större släktet Gerrhonotus. Arten är endemisk för Costa Rica och hade inte observerats på mer än 50 år då den återfanns år 2000 i närheten av Golfito, och idag räknas den som en av landets ovanligaste ödlor. Inga underarter finns listade i Catalogue of Life.